# Showmance
«Showmance» es el segundo episodio de la primera temporada de la serie de televisión Glee. En este episodio se marca el comienzo de los triángulos amorosos a desarrollarse más tarde en la historia, el primero entre Rachel  (Lea Michele), Finn (Cory Monteith) y Quinn (
Dianna Agron) y el segundo entre Emma (Jayma Mays), Will (Matthew Morrison) y Terri  (Jessalyn Gilsig), y muestra a Sue Sylvester (Jane Lynch) como la villana de la historia, quien busca destruir el coro.
El episodio cuenta con seis canciones interpretadas, las canciones «Gold Digger», «Take a Bow» y «Push It»  fueron lanzados como sencillos disponibles para su descarga digital. También aparecen en el álbum Glee: The Music, Volume 1. Showmance introduce miembros del reparto recurrentes Jennifer Aspen, Kenneth Choi y Heather Morris y la estrella invitada Valorie Hubbard.
El episodio fue visto por 7.3 millones de televidentes estadounidenses, y fue el estreno con mejor guion recibido por Fox en tres años. La actuación de «Gold Digger» de Kanye West en particular obtuvo críticas positivas de los críticos, con Jarett Wieselman del New York Post y Tim Stack de Entertainment Weekly comparando el episodio favorablemente con el episodio piloto de la serie. Brian Lowry para Variety, sin embargo, recibió el episodio mal, considerando el espectáculo como un éxito, mientras que Robert Lloyd de Los Angeles Times notó debilidades en los personajes adultos.

## Trama
Sue (Jane Lynch) le informa a Will (Matthew Morrison) que su club debe tener doce miembros para poder participar en las Regionales. Will le sugiere a los chicos de New Directions presentarse en un evento escolar para reclutar nuevos miembros. El grupo se opone a su decisión de interpretar "Le Freak" de Chic, por lo cual, como regalo, Will les pide que se aprendan "Gold Digger" de Kanye West. Emma (Jayma Mays) encuentra Rachel (Lea Michele) vomitando en el baño . Rachel le confiesa que lo hizo porque quería estar más delgada para llamar la atención del chico que le gusta. Emma le recomienda que busque cosas que tenga en común con el chico que le gusta. El enamoramiento de Rachel hacia Finn (Cory Monteith) la lleva a unirse al club del celibato, el cual es dirigido por Quinn (Dianna Agron). Quinn y los demás miembros intentan disminuir a Rachel, pero ella toma la iniciativa y da un pequeño discurso, impresionando a Finn en el proceso. Rachel también convence a los chicos del coro a cambiar su canción por "Push It" de Salt-n-Pepa sin decirle nada al Sr. Schuester. La canción es muy bien recibida entre los chicos, aunque sin embargo, las quejas llegan rápidamente por parte de los padres a la oficina del Director Figgins (Iqbal Theba), quien elabora una lista de canciones pre-aprobadas de entre las cuales los chicos del coro tendrán que elegir para sus futuras presentaciones.
Will se enfada con Rachel por no hacerle caso, y cuando Quinn, Santana y Brittany audicionan para el Glee Club con una interpretación bastante fiel de "I Say A Little Prayer", él le da a Quinn el solo de Rachel en "Don't Stop Believin'". Más tarde, Sue recluta a Quinn para que la ayude a destruir el Glee Club desde adentro. En su casa, Will es presionado por Terri (Jessalyn Gilsig) para que encuentre un segundo empleo y así puedan permitirse mudarse a una casa más grande antes del nacimiento de su hijo. Él comienza a trabajar en el colegio como conserje después de horario, y comparte un momento romántico con Emma. Ken  (Patrick Gallagher) los observa, y le advierte a Emma que no debería dejar que Will la convierta en su segunda chica. Cuando Will le pregunta para verse nuevamente luego del colegio, Emma lo rechaza, ya que había aceptado una cita con Ken. Terri descubre que en realidad está pasando por un embarazo psicológico, pero aun así le sigue diciendo a Will que está embarazada, mintiéndole. Ella le dice que renuncie al trabajo de conserje, ofreciendo usar su sala de manualidades como la habitación del bebé, así no tendrán que mudarse. Luego de un ensayo privado, Finn y Rachel se besan, y él se excita rápidamente, experimentando eyaculación precoz. Avergonzado, él se va, diciéndole a Rachel que olvide que eso sucedió, y vuelve con Quinn. El episodio termina con una desilusionada Rachel, cantando "Take A Bow" de Rihanna, con las voces de Mercedes y Tina de fondo.

## Producción
La primera proyección pública de «Showmance» se produjo en julio de 2009, en el panel de Glee en la Convención Internacional de Cómics de San Diego. Scott Collins de Los Angeles Times escribió que la participación del panel estaba solo de pie en la habitación, y consideró la recepción «entusiasta». Los miembros recurrentes del elenco que aparecen en el episodio son Patrick Gallagher como el entrenador de fútbol americano Ken Tanaka, Iqbal Theba como el director Figgins, Jennifer Aspen como la hermana de Terri, Kendra Giardi, Romy Rosemont como la madre de Finn Hudson, Carole Hudson, Ken Choi como el obstetra de Terry, el Dr. Wu, y Naya Rivera y Heather Morris como las nuevas miembros del coro Santana Lopez y Brittany S. Pierce. Valorie Hubbard interviene como artista invitada interpretando a Peggy.
El episodio incluye versiones de «Gold Digger» de Kanye West, «Push It» de Salt-n-Pepa, «Take A Bow» de Rihanna, «I Say a Little Prayer» de Dionne Warwick, y «Le Freak» de Chic. y "All by Myself " de Eric Carmen. Las grabaciones de las tres primeras canciones fueron lanzadas como sencillos disponibles para su descarga digital. «Gold Digger» llegó al número 59 en Australia, «Take a Bow» al 38, 73 en Canadá y 46 en Estados Unidos, y «Push It» al 60. «Gold Digger» y «Take a Bow» fueron incluidas en el álbum Glee: The Music, Volume 1, que también incluye a «I Say A Little Prayer» como pista adicional en los álbumes comprados en iTunes. «Take A Bow» fue ofrecida para su uso en el episodio, a una tasa reducida de licencias.

## Recepción

### Audiencia
«Showmance» consiguió una audiencia media de 7,3 millones de espectadores en Estados Unidos y situó a Glee como el segundo programa más visto de la noche por detrás de America's Got Talent, de la NBC. Alcanzó una cuota de pantalla de 3,5/9 en la franja demográfica 19-48, lo que convirtió a «Showmance» en el mejor estreno de Fox en tres años. No obstante, Scott Collins de Los Angeles Times señaló que estas cifras no eran válidas para juzgar el recibimiento de la serie por parte del público debido a que el discurso del presidente Barack Obama, emitido ese mismo día por las principales cadenas estadounidenses a excepción Fox, alteró los patrones regulares de visualización. Además, la temporada televisiva de otoño aun no había comenzado de forma oficial, por lo que Glee no tuvo que competir contra otros programas con una base sólida de seguidores. El episodio situó a Glee como el tercer programa más visto de la semana en Canadá, con 1,77 millones de espectadores. En Reino Unido, «Showmance» fue estrenado justo después del episodio piloto y fue visto por 1,45 millones de espectadores (1,22 millones en directo y 227 000 en timeshift), situando a Glee como el programa más visto de la semana en la cadena E4 y en la televisión por cable. En España, su estreno en la cadena Neox fue seguido por 207 000 espectadores y un 1,2% de la cuota de pantalla.

### Crítica

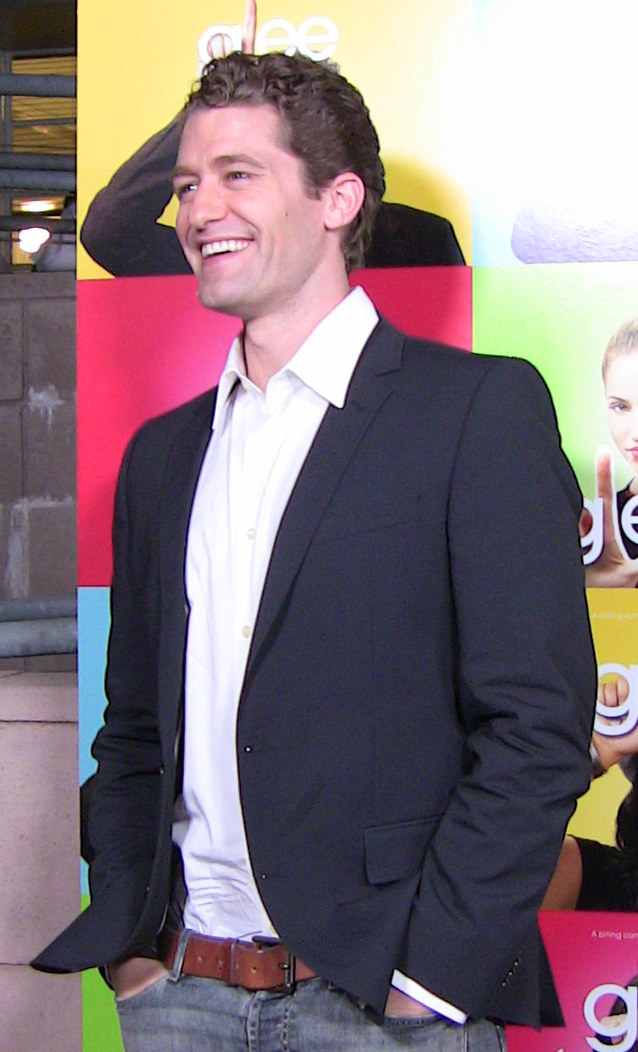
El rendimiento de Morrison en «Gold Digger» fue bien recibido por la crítica

El episodio recibió una mezcla de comentarios positivos por parte de los prensa. Shawna Malcolm para el diario Los Angeles Times escribió que con «Showmance», Glee: «subió admirablemente a la altura de la promesa de su episodio estreno». Jared Wieselman del New York Post escribió «en realidad triunfo sobre el episodio estreno en los términos de brillantez, tenía momentos para reír a carcajadas y para abrazar el corazón», mientras que Tim Stack de Entertainment Weekly llamó el episodio «muy, muy divertido», observando que: «La calidad se ve en el episo estreno definitivamente no vacila. En todo caso, el espectáculo parece estar encontrando su equilibrio y el tono nominal». David Hinckley del Daily News le dio al episodio 4 de 5 estrellas y comentó: «Glee podrían tener dificultades para sostener lo que ha puesto en marcha, pero el número de apertura, para nosotros es un buen espectáculo conmovedor». Los números musicales en el episodio atrajeron críticas positivas, en particular la interpretación de Will de « Gold Digger». Raymund Flandez de The Wall Street Journal elogió a esta actuación, también describe el funcionamiento del grupo en «Push It» como glorioso. Hablando de la representación de «Gold Digger», Dave Itzkoff de The New York Times escribió: «Fuera del catálogo  es difícil imaginar una canción más inadecuada para una escuela secundaria, pero los inadaptados jóvenes de la comedia de Fox, de alguna manera hacen que funcione».
Robert Bianco de USA Today comentó: «Sería mejor si Glee tuviera más control y menos cambios tonales bruscos, esa no es la alegría que estamos recibiendo, y tal vez no sería en absoluto. No es perfecto, pero en un mar de conformidad procesal, Glee es su propia encantadora pequeña isla». Mientras que Hank Stuever de The Washington Post elogió la inclusión de la serie de historias de adultos junto con drama adolescente, Robert Lloyd de Los Angeles Times consideró que los personajes adultos «tienden más a la ridiculez que al personaje», la escritura de Sue fue: «la escritura de su aplana hacia una sola nota, ella es divertida de línea a línea, pero hay poco a su contrariedad, además de poca monta». Maureen Ryan de The Chicago Tribune hizo un comentario similar: «hay un defecto grande en Glee y puede ser un presagio de las cosas malas que vienen para la esposa de Will, Terri, se las arregla para frenar toda la diversión de Glee cada vez que aparece».  Ryan recibió al elenco más joven de manera más positiva, afirmando que no habían «eslabones débiles», y alabó a Colfer y Michele en particular.